# Saint-Pierre-Toirac
Saint-Pierre-Toirac is een gemeente in het Franse departement Lot (regio Occitanie) en telt 143 inwoners (2008). De plaats maakt deel uit van het arrondissement Figeac.

## Geografie
De oppervlakte van Saint-Pierre-Toirac bedraagt 5,8 km², de bevolkingsdichtheid is 20,9 inwoners per km².
De onderstaande kaart toont de ligging van Saint-Pierre-Toirac met de belangrijkste infrastructuur en aangrenzende gemeenten.

## Demografie
Onderstaande figuur toont het verloop van het inwonertal (bron: INSEE-tellingen).